# Karel Fraeye
Karel Fraeye (Brussel, 16 november 1977) is een Belgische voetbaltrainer en ex-leerkracht van het SJC te Sint-Amandsberg.

## Trainerscarrière
Fraeye begon zijn trainerscarrière bij de jeugd van FC Destelbergen en AA Gent. Hij was bij deze clubs respectievelijk acht en zeven seizoenen actief. Telkens begon hij als jeugdtrainer en eindigde als Hoofd Opleidingen en beloftentrainer. Bij KAA Gent was hij ook betrokken bij de rekrutering. Van april 2010 tot januari 2011 was hij hoofdcoach van derdeklasser KSV Sottegem en van 2011 tot maart 2014 trainde hij Eendracht Zele. Met die club werd hij in 2012 kampioen met 27 punten voorsprong op het nummer twee. Het maakte Eendracht Zele tot eerste kampioen van België. 
In maart 2014 werd hij door Roland Duchâtelet, terwijl Eendracht Zele luttele speeldagen voor het einde in Vierde klasse aan de leiding stond, aangeduid als hulpcoach van José Riga bij de Engelse tweedeklasser Charlton Athletic FC. Ze slaagden erin Charlton van de laatste plek weg te halen en wonnen in de resterende 16 partijen 7 keer, speelden 5 maal gelijk. Drie maanden later moest Riga de club alweer verlaten en werd Fraeye aangeworven als nieuwe hoofdtrainer van derdeklasser VW Hamme. Hij bleef echter actief voor clubeigenaar Roland Duchâtelet en werkte van mei 2014 tot oktober 2015 als verantwoordelijke voor het Spaanse AD Alcorcón. In oktober 2015 werd hij aangesteld als interim-hoofdtrainer van Charlton Atletic. Op 13 januari 2016 eindigde de interimtaak en werd hij vervangen door José Riga, die met de Engelse club degradeerde naar de League One, de Engelse derde divisie.
Op 25 februari 2016 werd hij voorgesteld als hoofdcoach van Lommel United. Hij was daar de opvolger van Bart De Roover die niet de beoogde resultaten behaalde. Met Lommel United plaatste hij zich voor het profvoetbal door de ploeg in de beoogde top-8 te parkeren, onder meer door  een zege tegen FC Antwerp (0-1) en een gelijkspel bij Lierse (0-0). Fraeye behaalde in 2016 het diploma voor coach in het betaald voetbal, oftewel het UEFA Pro Licence diploma. Op 8 oktober 2016 besloten Lommel United en Fraeye in onderling overleg hun samenwerking stop te zetten na een 3-6 thuisnederlaag tegen Tubeke.
Op 20 juli 2020 werd Fraeye aangesteld als trainer van KSV Roeselare, dat net naar Eerste nationale was gedegradeerd door licentieproblemen. Na het faillissement van Roeselare ging hij aan de slag bij SC Lokeren-Temse. Daar stopte hij na 1 seizoen. De impact op de prestaties van Lokeren-Temse waren beperkt; door het korte verblijf kon men hem niet grondig afrekenen op zijn prestaties; hetgeen typerend is in de hele loopbaan van deze trainer. 